# Rose Héré (navire)
 (avril 2015).
Si vous disposez d'ouvrages ou d'articles de référence ou si vous connaissez des sites web de qualité traitant du thème abordé ici, merci de compléter l'article en donnant les références utiles à sa vérifiabilité et en les liant à la section « Notes et références ».
Ne doit pas être confondu avec Rose Héré.
Le Rose Héré est une vedette rapide à passagers à coque semi-planante construite en 2000 et appartenant à la compagnie maritime Finist'mer. Ayant Lorient pour port d'attache, le Rose Héré assure d'avril à octobre les liaisons entre le continent et les iles d'Ouessant et Molène dans le Finistère.
Le Rose Héré fait partie d'un programme de renouvellement de flotte engagé par la compagnie Finist'mer en 1998 auprès du chantier naval Gléhen de Douarnenez. Ce programme comprenait la commande de deux sister-ships.
Sont sortis des chantiers le Guillaume Seznec en 1999 et le Rose Héré en 2000.
Le Rose Héré (de même que son sister-ship Guillaume Seznec), fait partie des premières vedettes à passagers de nouvelle génération alliant performances (vitesse élevée, bonne tenue de mer…) et écologie (traitement des rejets atmosphériques).
Il est nommé d’après Rose Héré, une domestique connue pour avoir sauvé des marins naufragés.

## Lignes desservies
- Le Conquet ⇔ Lanildut ⇔ Ouessant (de mai à septembre)
- Camaret ⇔ Le Conquet ⇔ Ouessant (d'avril à octobre)
- Le Conquet ⇔ Molène (en juillet/août)
- Affrètements divers pour départs de course ou manifestations diverses (Vendée Globe, Route du Rhum, Fêtes maritimes de Brest...)

## Histoire

### Les débuts àFinist'mer
Mis à l'eau en juillet 2000, le Rose Héréa assuré la desserte estivale de l'île d'Ouessant dans le Finistère (puis de Molène par intermittence) au départ de Camaret et Lanildut, d'avril à septembre, jusqu'en 2007. Les traversées étaient rapides grâce à sa vitesse de 25 nœuds (46,3 km/h). Le navire était immatriculé à Nantes, son port d'attache, et a navigué également en Loire, sous les couleurs de Marine & Loire croisières (filiale fluviale de Finist'mer) entre deux saisons en mer d'Iroise.

### 2007 et 2008
En 2007, la Société morbihannaise de navigation (SMN), qui assurait la desserte de Belle-île, Groix, Houat et Hoëdic dans le cadre d'un contrat de service public avec le conseil général du Morbihan depuis 2001, est détrônée par Véolia. Les navires, appartenant au département, prennent les couleurs de la Compagnie Océane que crée Véolia.
La Société morbihannaise de navigation, souhaitant poursuivre ses activités à titre privé, décide de se reconstituer une flotte. Ainsi, elle rachète, entre autres, le Rose Héré qui prend le nom de Béniguet.
À la saison 2008, Le Béniguet (ex. Rose Héré) est mis à disposition de la compagnie maritime Penn ar Bed par la SMN pour du renfort sur ses lignes vers les îles d'Ouessant, Molène et Sein.

### Retour aux sources
Après trois années de rotations entre le continent et Belle-Île-en-Mer, le Béniguet (ex Rose Héré) reprend du service sur la ligne de ses débuts (Le Conquet - Lanildut - Ouessant).
En effet, la Finist'mer a pris la décision de le racheter pour la saison 2010 et de lui redonner son nom d'origine (Rose Héré) après la saison estivale,.